# Stade Riviera delle Palme
Le stade Riviera delle Palme (en italien : stadio Riviera delle Palme) est un stade de football italien situé dans la ville de San Benedetto del Tronto, dans les Marches.
Le stade, doté de 13 786 places et inauguré en 1985, sert d'enceinte à domicile à l'équipe de football de la Società Sportiva Sambenedettese.
Il porte le nom de la zone touristique de la Riviera delle Palme, dont San Benedetto del Tronto est la ville principale.

## Histoire
Les travaux de l'équipement sportif commence en 1983. Diverses entreprises locales sont alors mandatées, y compris celle du vice-président du Sambenedettese, Sergio Bocci.
Le stade, avec sa structure de support en acier conceptualisée par l'ingénieur Luigi Corradi et l'architecte Vincenzo Acciarri, ouvre ses portes en 1985, et est à l'époque considéré comme un des meilleurs stades européens en acier et béton armé préfabriqué. Il est récompensé au Luxembourg comme étant le meilleur ouvrage sportif en acier de 1985 par l'Association européenne de la construction en acier.
Il dispose alors de 22 000 places assises. Il est inauguré le 13 janvier 1985 en présence du maire de San Benedetto, Alberto Cameli, du président du Sambenedettese, Ferruccio Zoboletti, et du président de l'Inter, Giacinto Facchetti. À cette occasion, deux matchs du Championnat provincial de la jeunesse 1984-85 sont disputés.
Il est officiellement inauguré le 10 août 1985 lors d'un match nul 1-1 en amical entre les locaux du Società Sportiva Sambenedettese et la Lazio.
Le record d'affluence au stade est de 23 000 spectateurs lors d'une victoire 1-0 en amicale de la Juventus sur le Bayern Munich (match comptant pour la Coppa San Benedetto del Tronto).
Depuis 2010, après les travaux de rénovation, la capacité est portée à 13 786 places numérotées, toutes assises.
En 2013, le site Calcioweb inclut le stade dans une liste des plus beaux stades d'Italie.
En août 2020, la municipalité de San Benedetto del Tronto et le président du Sambenedettese, Domenico Serafino, signent un accord de concession de cinq ans du stade au club du Sambenedettese.

## Événements

### Matchs internationaux de football
| Date              | Compétition                | Équipes                            | Score | Affluence |
| ----------------- | -------------------------- | ---------------------------------- | ----- | --------- |
| 18 décembre 1985  | Qualifs. Euro espoirs 1986 | Italie espoirs — Belgique espoirs  | 3-0   | —         |
| 23 mars 1988      | Euro espoirs 1988          | Italie espoirs — France espoirs    | 2-2   | 13 505    |
| 30 avril 1988     | Qualifs. Euro féminin 1989 | Italie féminine — Hongrie féminine | 5-1   | —         |
| 12 mai 1999       | Match amical               | Italie féminine — Norvège féminine | 2-2   | —         |
| 17 janvier 2001   | Match amical               | Italie espoirs — Slovénie espoirs  | 5-0   | 6 500     |
| 16 septembre 2012 | Qualifs. Euro féminin 2013 | Italie féminine — Pologne féminine | 1-0   | —         |
| 10 août 2016      | Match amical               | Italie espoirs — Albanie espoirs   | 0-0   | 4 000     |
| 14 décembre 2016  | Match amical               | Italie -19 ans — Serbie -19 ans    | 0-0   | —         |

### Matchs internationaux de rugby à XV
| Date         | Compétition  | Équipes         | Score | Affluence |
| ------------ | ------------ | --------------- | ----- | --------- |
| 17 août 2019 | Match amical | Italie — Russie | 85-15 | 11 000    |

### Concerts
| Fiorello      | Volevo fare il ballerino… e non solo. Tour 2007 | 17 juillet 2007 |
| Tiziano Ferro | Nessuno è solo Tour                             | 27 juillet 2007 |

## Galerie

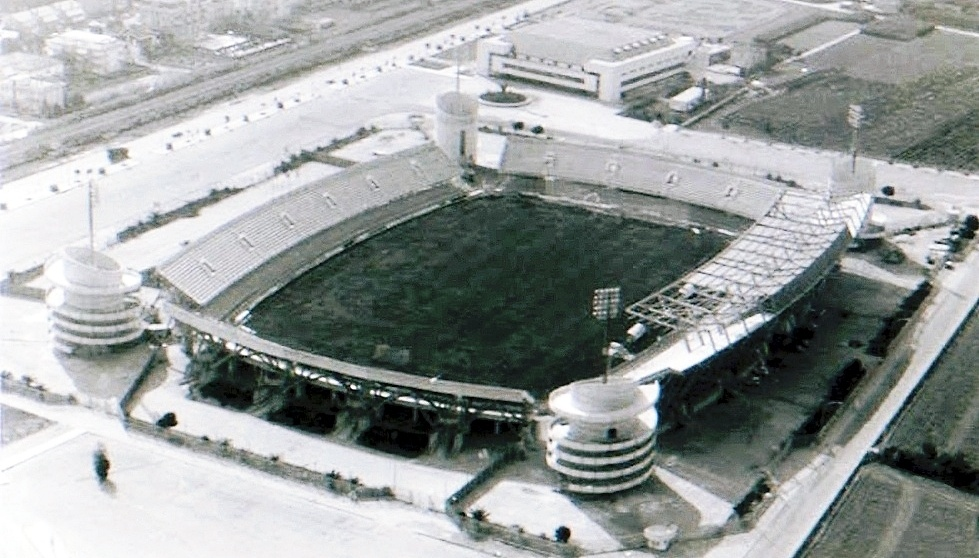
Vue aérienne du stade en construction
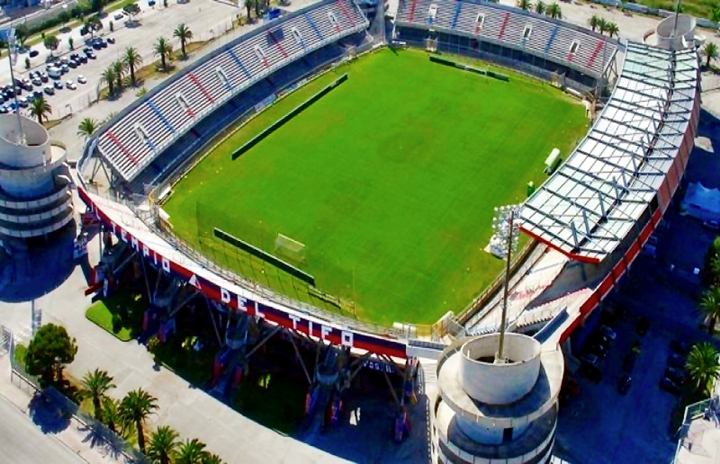
Vue aérienne du stade durant les années 1990
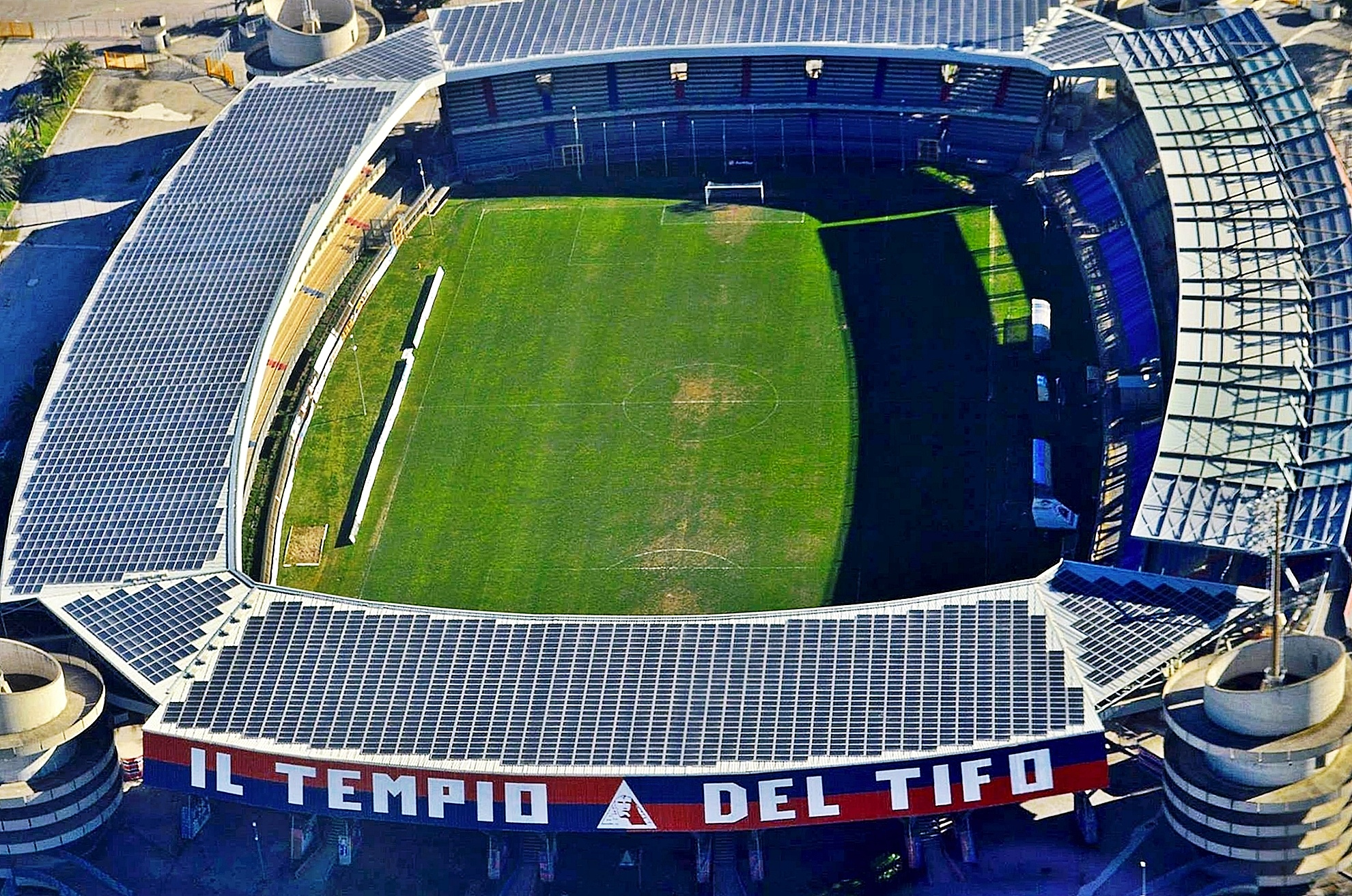
Vue aérienne du stade
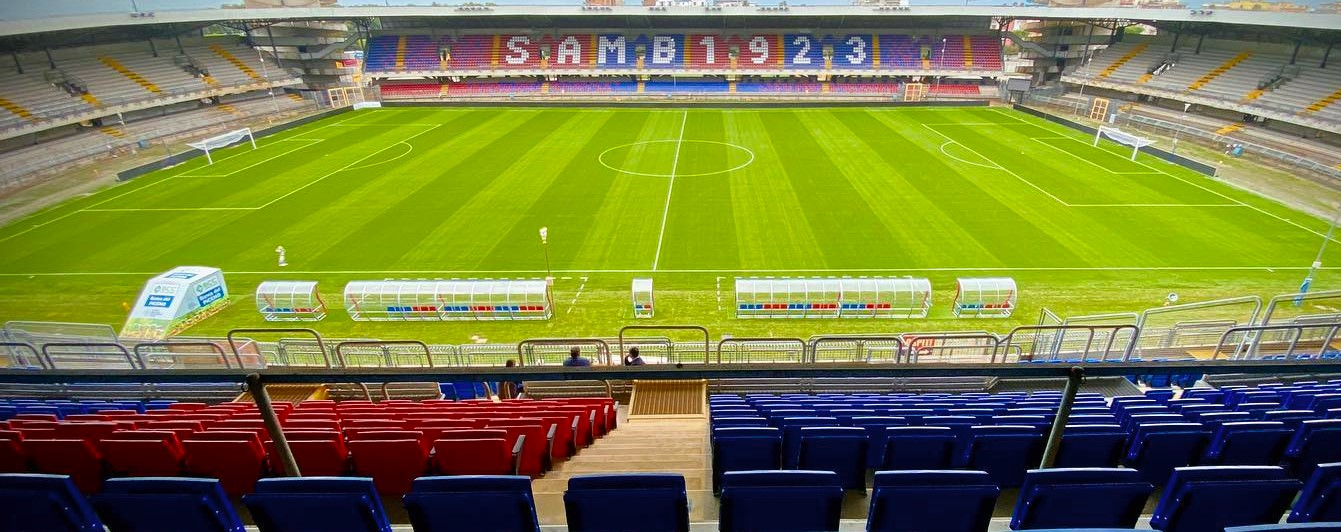
Vue d'ensemble du stade
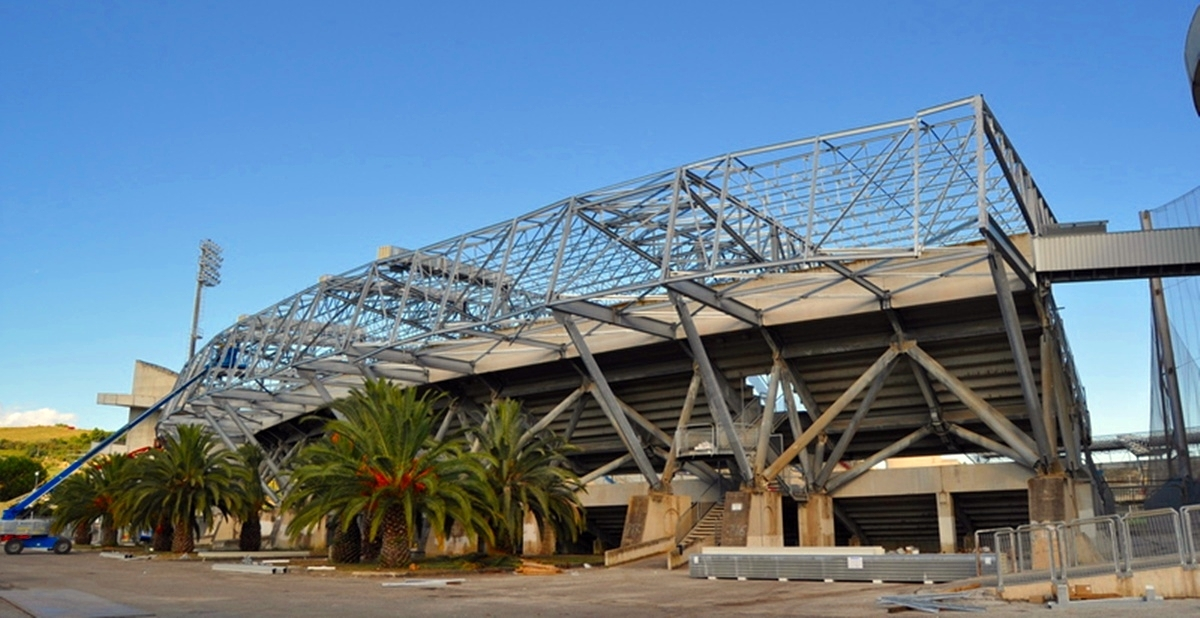
Travaux de rénovations
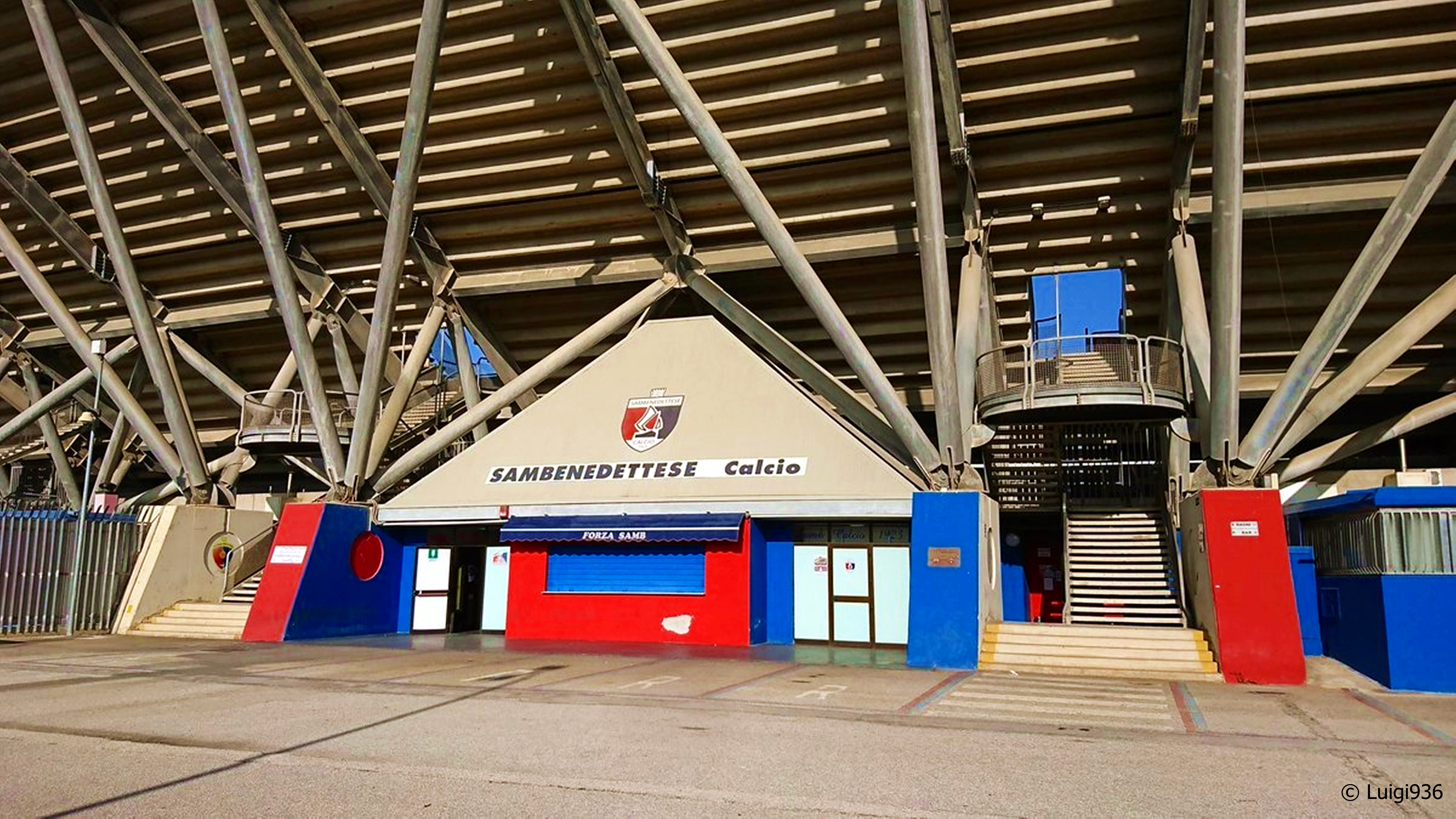
Entrée des tribunes
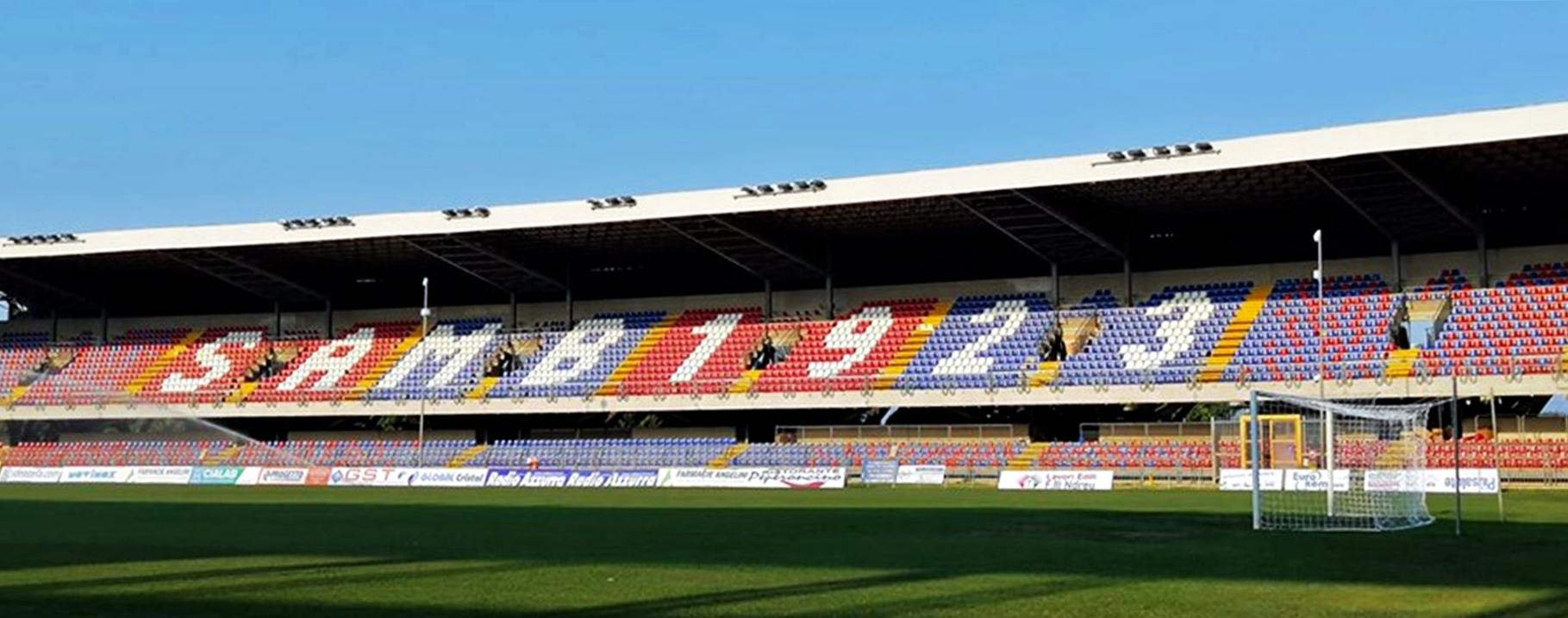
Tribune est
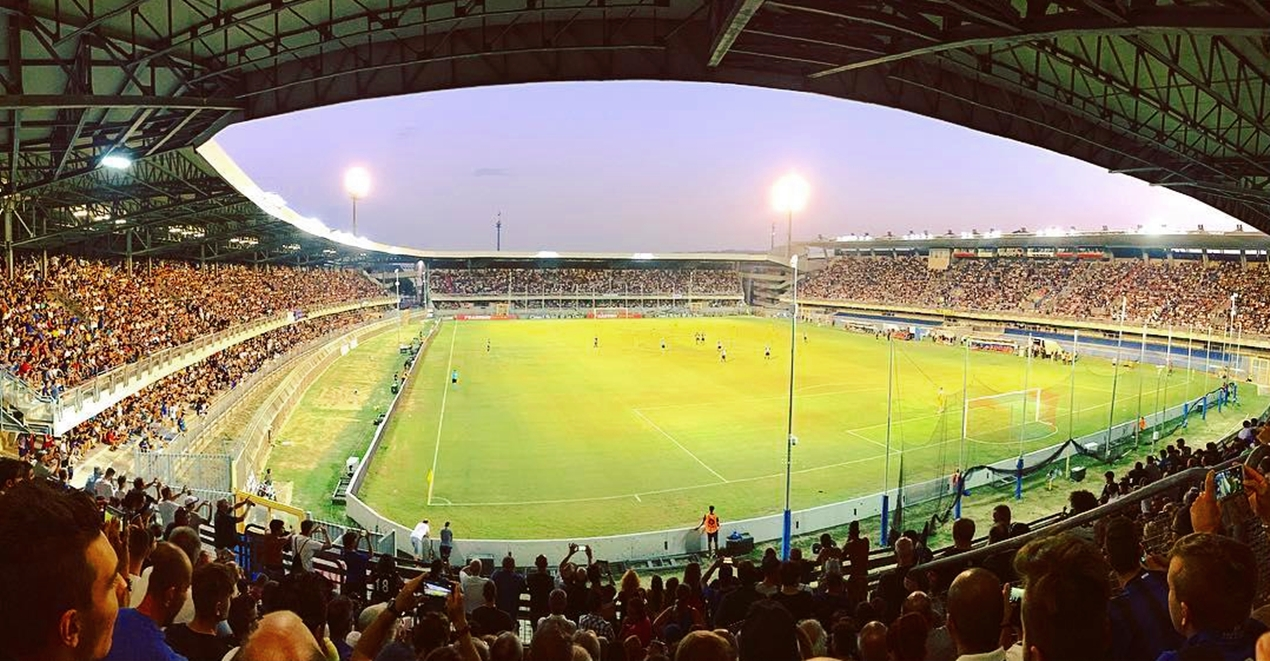
Tribunes pendant un match no 1
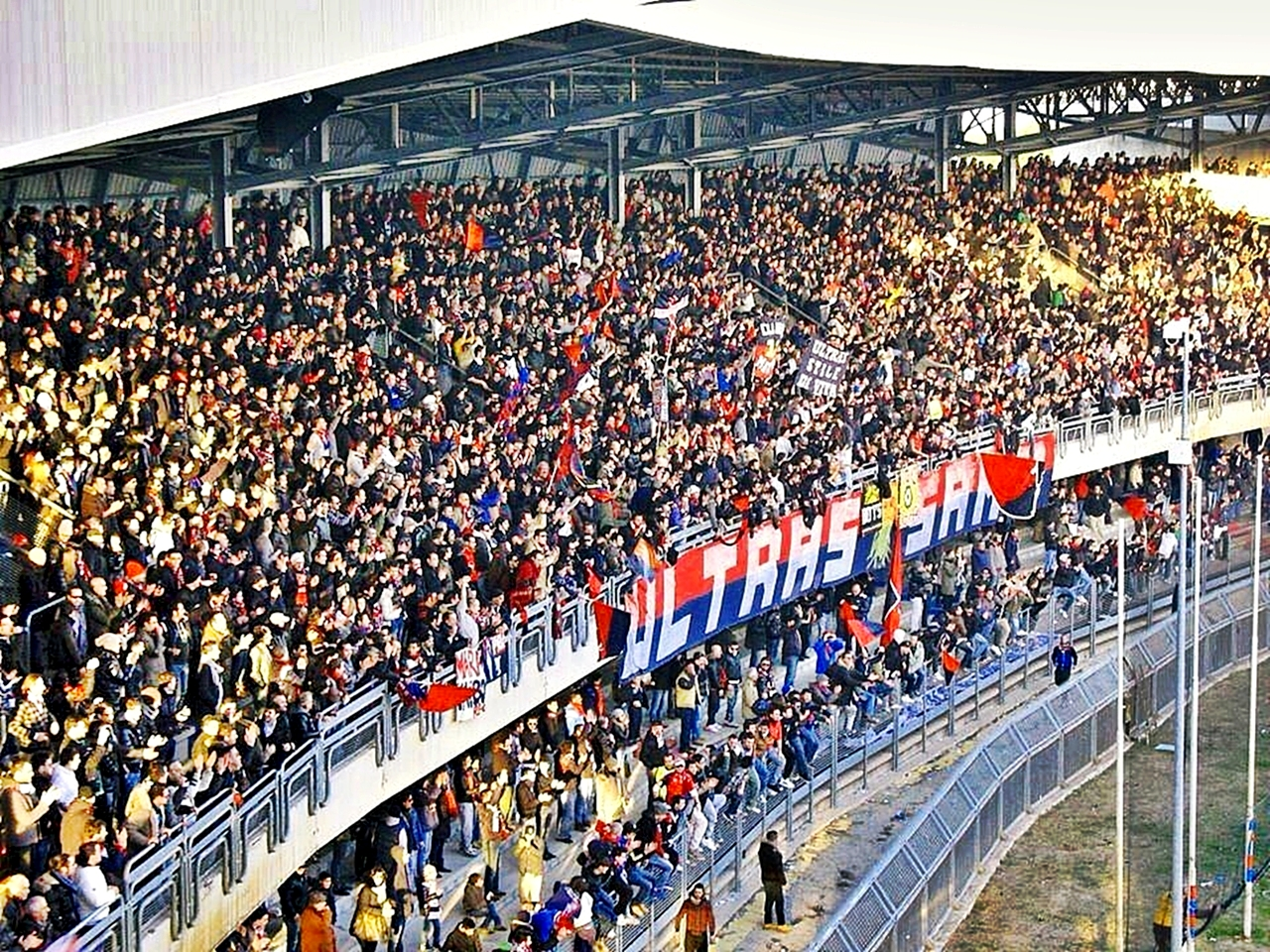
Tribunes pendant un match no 2